# Clergoux
Glergoux ist eine französische Gemeinde mit 411 Einwohnern (Stand 1. Januar 2022) im Département Corrèze in der Region Nouvelle-Aquitaine.

## Geografie
Die Gemeinde liegt im Zentralmassiv auf einem Plateau auf einer Höhe zwischen 500 und 600 m, umgeben von einer großen Anzahl kleiner Seen und Teichen. Die Präfektur des Départements Tulle befindet sich rund 20 Kilometer westlich und Égletons 18 Kilometer nordöstlich.
Nachbargemeinden von Clergoux sind Champagnac-la-Noaille im Nordosten, Saint-Pardoux-la-Croisille im Süden, Espagnac im Südwesten, Saint-Martial-de-Gimel im Westen sowie Eyrein im Nordwesten.

## Wappen
Blasonierung: In Blau ein goldener gedrückter Sparren und drei goldene Federn.

## Einwohnerentwicklung
| Jahr      | 1962 | 1968 | 1975 | 1982 | 1990 | 1999 | 2007 | 2016 |
| Einwohner | 390  | 430  | 397  | 390  | 367  | 389  | 370  | 415  |

## Sehenswürdigkeiten
- Chateau de Sédières
- Barrage de la Valette